# Liste der Monuments historiques in Amenucourt
Die Liste der Monuments historiques in Amenucourt führt die Monuments historiques in der französischen Gemeinde Amenucourt auf.

## Liste der Bauwerke
| Bezeichnung                | Beschreibung | Standort                      | Kennzeichnung | Schutzstatus | Datum | Bild |
| -------------------------- | ------------ | ----------------------------- | ------------- | ------------ | ----- | ---- |
| Zwei Säulen mit Kapitellen |              | in der Kirche St-Léger (Lage) | PA00079975    | Inscrit      | 1940  |      |

## Liste der Objekte
- Monuments historiques (Objekte) in Amenucourt in der Base Palissy des französischen Kultusministeriums